# Krimska platforma
Krimska platforma je akcija ukrajinskog Ministarstva vanjskih poslova, započeta 2021., kako bi se diplomatskim putem poništila ruska aneksija Krimskog poluotoka 2014. godine.
Ciljevi koje treba postići su vraćanje pitanja Krima na globalni dnevni red, zaštita ljudskih prava na Krimu, promicanje deokupacije poluotoka i jačanje europske i globalne sigurnosti.
Službeno lansiranje platforme održano je tijekom inauguralnog Krimskog samita u Kijevu 23. kolovoza 2021. Aktivnosti Krimske platforme sa sjedištem u Kijevu osmišljene su da traju. 
Krimska platforma trebala bi postati kolegijalni subjekt interakcije s Rusijom u kontekstu Krima, smatra tadašnji zamjenik premijera i ministar za reintegraciju okupiranih teritorija Ukrajine Oleksiy Reznikov.

## Konstitutivni samit
Turska, Sjedinjene Američke Države, Kanada, Ujedinjeno Kraljevstvo i Republika Moldavija prve su zemlje koje su najavile da će poslati svoje predstavnike na summit u Kijevu. 
Rusija je napore Ukrajine da povrati Krim označila kao nelegitimne, a sudjelovanje zemalja i organizacija u ukrajinskoj inicijativi kao izravno miješanje u teritorijalni integritet Rusije. Ruska Federacija također je pokušala narušiti vjerodostojnost platforme te pritiscima, ucjenama i zastrašivanjem spriječiti druge države da sudjeluju na summitu, pa se popis pozvanih na summit morao držati u tajnosti. 
Događaj, uz sudjelovanje svih država članica NATO-a, EU -a i G7, postao je najveći međunarodni događaj koji je Ukrajina ikada organizirala.
Događaju su nazočili predsjednik Ukrajine Volodymyr Zelenskyy, predsjednik Vrhovne Rade Ukrajine Dmytro Razumkov, premijer Ukrajine Denys Shmyhal, šefovi stranih izaslanstava, vođa krimskotatarskog naroda Mustafa Abduldjemil Dzhemiliev i predstavnik Ekspertne mreže Krimska platforma Olga Skrypnyk.

## Deklaracija
Nakon konstituirajućeg summita zemlje sudionice pristale su na zajedničku završnu deklaraciju.
U dokumentu se navodi:
- uspostaviti Međunarodnu krimsku platformu kao savjetodavni i koordinacijski format za miran kraj privremene okupacije Krima od strane Rusije,
- nastaviti politiku nepriznavanja ruske nezakonite aneksije Krima,
- uvesti daljnje "političke, diplomatske i restriktivne mjere" protiv Rusije "gdje je to predviđeno pravnim sustavom svake članice platforme, u skladu s odgovarajućom procedurom, potrebno i kada to zahtijevaju akcije Rusije."
- suočiti se s novim izazovima i hibridnim prijetnjama uzrokovanim militarizacijom Krima koja je u tijeku,
- pozivajući Rusku Federaciju da ispuni svoje obveze kao okupacijske sile u skladu s međunarodnim humanitarnim pravom, da odmah prekine sva kršenja ljudskih prava, posebno u odnosu na stanovnike Krima, i da dopusti pristup Krimu mehanizmima za praćenje ljudskih prava i ljudskim pravima branitelji prava,
- koristiti odgovarajuće mehanizme Ujedinjenih naroda, Vijeća Europe, OESS- a i drugih međunarodnih i regionalnih organizacija kako bi mogli riješiti probleme vezane uz privremenu okupaciju,
- razmotriti mogućnost potpore gospodarskim, infrastrukturnim i ekološkim projektima za razvoj regija Ukrajine koje graniče s privremeno okupiranim poluotokom Krim,
- priznati ulogu nacionalnih parlamenata u suprotstavljanju privremenoj okupaciji Krima i promicati koordinaciju krimskih aktivnosti između nacionalnih parlamenata i na razini međuparlamentarnih skupština.

Sudionici Krimske platforme očekuju povratak privremeno okupiranih područja Krima i Sevastopolja Ukrajini i obnovu njihova autonomnog statusa, te pozivaju Rusku Federaciju da se konstruktivno uključi u Međunarodnu krimsku platformu u svrhu okončanja privremene okupacije poluotoka Krima za sudjelovanje.

## Vanjske poveznice
- crimea-platform.org